# سياسات ريادة الأعمال في السعودية
تعرض هذه المقالة سياسات ريادة الأعمال في المملكة العربية السعودية وخصوصا ممارسات المملكة الإيجابية في هذا الجانب والأمور التي تحتاج إلى التطوير.
يَلْقى مجال ريادة الأعمال اهتماما كبيرا في المملكة العربية السعودية حسب رأي جوناثان أورتمانز، الامر الذي مكن المملكة في الآونة الاخيرة من التفوق على نظيراتها من الدول العربية في مجال التطوير المستمر لريادة الأعمال. ووفقا لتقرير دوينج بيزنس الأخيرفإن المملكة احتلت المركز الثالث عشر عالميا في مجال المساهمة في نجاح ريادة الأعمال وبقيت في المركز الأول عربيا، ويرجع الفضل في ذلك إلى التطوير المستمر الذي عملت عليه المملكة في النواحي التي تركز عليها المؤشرات الست التابعة لــ مؤشر سهولة ممارسة الأعمال، واستعانتها بالقانون الفرنسي كنموذج قامت من خلاله بمراجعة سياساتها، ما ساهم في نقلها من ترتيبها ال 35 إلى الترتيب ال 13 على مستوى العالم.
وفي الفترة ما بين 2010 إلى 2011 نجحت الممكلة في حصد المركز ال 21 عالميا بعد أن كانت في المركز ال 28 في مجال النمو الاقتصادي وفق ما أكده تقرير المنافسة العالمية الذي يصدره المنتدى الاقتصادي العالمي كل عام، ما ساهم في تقوية إطار العمل المؤسسي وزيادة الحيوية في الأسواق والوصول إلى مناصب عمل أكثر تعقيدا، وكان هناك توقعات بأن يرتفع الناتج المحلي الأجمالي ليصل إلى 3.4 % في عام 2010 و4.5 % في عام 2011. لم يتوقف الامر عند ذلك، حيث تطلعت السعودية لإحياء الاستثمار في أراضيها فقامت بسن قانون جديد يسمح بالاستثمار الأجنبي وخصخصة العديد من المؤسسات الحكومية إضافة إلى تأسيس الهيئة العامة للاستثمار في المملكة، الأمر الذي ساهم في إحياء قطاعها الاستثماري. 
ومع ذلك، يواجه قطاع الأعمال هناك صعوبات مختلفة إلى الآن ومن تلك الصعوبات نظام العقود المعمول به ومشاكل أخرى تتعلق بالأيدي العاملة ضمن النظام التنظيمي للدولة، حيث كشفت دراسة المراقب العالمي لريادة الأعمال للعام 2009 عن تدني حركة ريادة الأعمال في السعودية في تلك الفترة حيث احتلت المركز الأخير من بين الدول ذوات الاقتصاد القائم على الموارد الطبيعية البحتة، وكشفت الدراسة عن مشاركة 4.7% من السكان البالغين (الذين تتراوح أعمارهم بين 18-64) فقط على نحو فعال في إطلاق مشاريع جديدة أو في قيادة مشاريع صغيرة لا يتعدى عمرها الثلاث سنين ونصف.
وفي دراسة أجراها ميشل بورتر عام 2008 تبين أنه كان بمقدور السعودية الخروج من تلك الأزمة والتمتع باقتصاد قوي يدخل خط المنافسة إضافة إلى تجاوزها لاعتمادها على مصادرها الطبيعية في حال تبنت خطة إستراتيجية وقامت بتطويرات عديدة في بيئة العمل وفتحت الباب أمام القطاع الخاص للمنافسة والدخول في مجال ريادة الأعمال وبذلت المزيد من الجهود في سبيل تزويد المواطن السعودي بمهارات وتوجهات جديدة. 

## الشركات الناشئة، عملية تسهيل دخولها

### الممارسات الإيجابية
أفضل الممارسات

- في عام 2006 سهلت المملكة العربية السعودية من إجراءات فتح المشاريع الجديدة التي يتطلب القيام بها في وزارة التجارة، كما وقامت المملكة بتقليص الفترة التي يستغرقها التسجيل من 64 إلى 39 يوما. إضافة إلى ذلك قامت هيئة الاستثمار العالمي في البلاد بالاتفاق مع 17 مؤسسة حكومية على إزالة العقبات التي تحول دون فتح مشاريع جديدة، بل وتم الاتفاق على وضع حوافز تشجع القيام بها، كما وأطلقت الهيئة مشرعها 10/10 والذي كان يستهدف أفضل عشرة مشاريع قبل حلول العام 2010. هذه الإصلاحات استمرت حتى عام 2007 وهو الوقت الذي أصبحت فيه إجراءات التسجيل للمشاريع الجديدة تستغرق 15 يوما بدلا من 39. هذه الاصلاحات أدت إلى تسريع إجراءات التسجيل في وزارة التجارة وتقليص شروط النشر إضافة إلى تفعيل التسجيل للضمان الاجتماعي بشكل آلي. لقد شملت الإصلاحات إزالة 6 مهمات لتسجيل المشاريع الجديدة حيث كانت 13 إجراء وأصبحت 7، بل أن ذلك طال أيضا التكلفة التي يتم تحصيلها من الناتج القومي للفرد من 59% إلى 32%. لم يتوقف الأمر عند ذلك بل طال أيضا رسوم التسجيل التجاري في وزارة التجارة حيث انخفضت بنسبة 80% وهذا أيضا ساهم في تقليل الوقت الذي كان يستغرقه افتتاح المشروح مقدار يومين. كما وقامت الحكومة أيضا بإزالة شرط نشر ملخص يضم بنود عمل المؤسسة في الجرائد المحلية، حيث أصبح التاجر ملزما في النشر في الجريدة الرسمية فقط وبتكلفة يتراوح قدرها من 1500 إلى 3000 ريال سعودي. لم تتوقف السعودية عن طرح التسهيلات في هذا الجانب، بل استمر ذلك حتى أنها قامت في عام 2009 بإنشاء نظام الخدمة الكاملة في وزارة التجارة خاص بالتسجيل للمشاريع وتزويد الرخص الخاصة بها، وكانت تلك الأقسام توفر من خلالها القيام بجميع الإجراءات اللازمة لفتح المشاريع خصوصا للشركات المحلية ذات الصلاحيات المحدودة.
- ·      في عام 2007، قامت السعودية بإجراء إصلاح كان الأهم من نوعه في مجال تسهيل فتح المشاريع الريادية حيث شمل ذلك إلغاء رأس المال المدفوع والذي كان عادة يصل إلى 124.464$ حيث كان خامس أكبر رأس مال مدفوع يتم تحصيله على مستول دول العالم، فكان يعادل 1057% من الناتج القومي للفرد. بعد القيام بهذا الإصلاح تمكنت السعودية من رفع النسبة الإجمالية للمشاريع المسجلة سنويا بما يعادل 81%.
- قامت السعودية أيضا بتسريع إجراءات الحصول على تصاريح إنشاء المشاريع من خلال تقديم تصاريح اليوم الواحد والتي تسمح لأصحاب الأعمال البدء بإنشاء شركاتهم في اليوم الذي يلي عملية التسجيل وهذه التصاريح مؤقتة يليها الحصول على رخصة البناء النهائية والتي تصدر بعد أسبوع. والآن أصبح بمقدور رياديي الأعمال إكمال عملية تسجيل مشاريعهم الجديدة في يوم واحد وفي عملية واحدة لدى قسم الخدمات الكاملة في الرياض. ويشمل هذا القسم ممثلين من العديد من الدوائر الحكومية، دائرة خاصة بالأمور التجارية، مصرف خاص إضافة إلى كاتب عدل. وفي عام 2010 أيضا قامت السعودية بإجراء المزيد من التسهيلات بخصوص الحصول على تصاريح إنشاء المشاريع عن طريق إطلاق خطة مبسطة وجديدة، ما مكنها من التخلص من 5 إجراءات من نسبة الإجراءات اللازمة لإنشاء المشروع والتخلص من 5 أيام إضافية من عدد الأيام اللازمة للحصول على التصاريح، الأمر الذي نقل البلاد إلى الترتيب الرابع عشر على مستوى العالم بعد أن كانت في الترتيب الثلاثين
- ·      ظل رياديو الأعمال السعوديون يسجلون ممتلكاتهم بدون دفع الرسوم لذلك حتى عام 2005، حيث كان ذلك يشترط أن يكون العقار مرخصا وليس مرتبطا بالمسح العقاري الذي كان يحتمل نسبة أقل من الأمان. وفي أواخر العام 2005 تم تفعيل قانون تسجيل الممتلكات العقارية، والذي كان يمثل الخطوة الأولى في البلاد نحو تسجيل الممتلكات العقارية. وفي عام 2007 قامت الحكومة أيضا بحوسبة جميع الإجراءات اللازمة لذلك، مما جعل عملية التسجيل أكثر سهولة، فأصبح من الممكن تسجيل الأملاك في خطوتين بمدة تستغرق يومين فقط، حيث يتبع ذلك القيام بتسليم الوثائق اللازمة بطريقة إلكترونية لقسم التسجيلات بعد مراجعة الوثائق بواسطة كاتب العدل وبحضرة ممثلين شرعيين عن كل من البائع والمشتري، الأمر الذي كان يمكن المالك من الحصول على الوثائق التي تثبت ملكيته للعقار. بعد ذلك يتم إرسال هذه الوثائق بطريقة إلكترونية إلى قسم التسجيلات المركزي في الرياض، كما ويتم حفظ نسخة إلكترونية لاتفاقية البيع في حين تبقى النسخة الأصلية عند كاتب العدل.
- ·      لم يتوقف الأمر عند ذلك، حيث عملت السعودية المزيد من التسهيلات الخاصة بالإجراءات التي يتطلب القيام بها في أماكن الموانئ ومن ذلك سماحها بتسليم البيانات اللازمة للتخليص الجمركي بطريقة إلكترونية وإلغاء شرط الحصول على رخصة من القنصلية، مما ساعد في خفض الوقت المستغرق في عملية البيع والشراء بمعدل يومين، وأصبحت عملية تخليص الحاويات أكثر سرعة حيث كان يتم تخليص عدد كبير في يوم واحد فقط. استمرت الإصلاحات والتسهيلات لتصل إلى خصم 50% من نسبة الرسوم اللازمة لذلك في عام 2009.  وفي عام 2010 أنشئت الحكومة محطة للحاويات في ميناء جدة الإسلامي مما قلل من الأيام اللازمة لاستيراد البضائع، حيث أصبحت تستغرق 17 يوما فقط.
- وفي عام 2008، قامت وزارة الصناعة والتجارة بالتعديل على نص بنود قانونها الخاص بالشركات الذي يتناول شروط الموافقة على المعاملات التجارية القائمة على العلاقات المسبقة، حيث أصبح مدراء الشركات في مستهل القانون الجديد لا يستطيعون التصويت لعقد اجتماع خاص بأصحاب الأسهم للاتفاق على المعاملات التجارية القائمة على العلاقات السابقة. وهذا زاد من الحلول القانونية المتوفرة للتعامل مع المدراء حال حدوث إساءة في تصرفاتهم. ففي حال تبين أن أحد المدراء يقف وراء ضرر لحق بالشركة على إثر معاملة مالية قائمة على علاقة سابقة فإن ذلك المدير سيكون ملزما بدفع كافة ما خسرته الشركة من وراء تلك المعاملة

الأمور التي تحتاج إلى الإصلاح

- التسجيل الإلكتروني للوثائق: تتميز دول التنمية والتعاون الاقتصادي ودول أوروبا الشرقية وأمريكا اللاتينية وغيرها، بما يعادل 40 دولة حول العالم، بتقديمها لخدمات التسجيل الإلكتروني ومنها خدمة توثيق الاسم وغيرها من الخدمات التي تتم إلكترونيا، مما يزيد من سلامة البيانات المحفوظة ويساهم في تحقيق الشفافية وضمان مشاركة المعلومات بأمان.

### الملكية الأجنبية
الممارسات الإيجابية

- تفرض السعودية قيودا على الملكية الأجنبية في أراضيها بصورة تتيح للمواطن السعودي فرصة السيطرة على معظم الملكية في المصارف وقطاع التأمين.[1]

الأمور التي تحتاج إلى الإصلاح

## التمويل
الممارسات الإيجابية
- حصلت السعودية على ترتيب جيد على مستوى العالم في مجال تسهيل الحصول على الائتمان المصرفي بحسب ما أكده تقرير دوينج بيزنس لعام 2011، حيث حصلت على الترتيب ال 46 بعدما كانت ال 69 على مستوى العالم. وفي عام 2004 قلصت الحكومة الحد الادنى من القروض بشكل ملموس وذلك من 5 ملايين ريال إلى 500 ألف، مما ساهم في مضاعفة عدد المقترضين المسجلين لديها. وفي عام 2007 قامت الحكومة بإنشاء هيئة الائتمان المصرفي الخاص، والتي تقوم بإصدار تقارير تعرض الائتمان المصرفي الخاص بالشركات وتبين معاملاتها المالية وتفاصيل أخرى تتعلق بالملكية سواء كانت تلك المعلومات إيجابية أم سلبية.  وبحلول عام 2008 بدأت العديد من الشركات مثل شركات الهاتف والشركات التي تبيع بنظام التجزئة بتزويد الهيئة ببياناتها، إلا أن الهيئة كانت تسمح للمقترضين بتفقد ومراجعة البيانات التي يقدمونها. وفي عام 2010 أجرت الحكومة تعديلا كبيرا على قانون الحجز التجاري، مما ساهم في تسهيل الحصول على القروض من خلال جعل عملية الإقراض الآمن أكثر سهولة والسماح بفرض التزام الدفع خارج نطاق المحكمة في حال التقصير في السداد. هذا وتسعى السعودية لحوسبة السجلات الفرعية في المستقبل.

الامور التي تحتاج إلى الإصلاح

## العقود/ القانون التجاري
الممارسات الايجابية

- حصلت المملكة العربية السعودية على الترتيب ال140 من بين 183 دولة على مستوى العالم حسب نظام العقود المعمول به، وهذا يرجع إلى التباطء في تنفيذ العقود التي يتم إقرارها، فتنفيذه يستغرق المرور بعدة مراحل من الاجراءات والتي تضم مرحلة الإعداد والتجريب والتقييم ثم التطبيق التام، وهذا بمجمله يستغرق حوالي 635 يوما يخضع فيها العقد إلى 43 إجراء. هذا وتعاني عملية إقرار العقود في المملكة من التراجع بسبب التأجيل الناتج عن الخلاف بين القوانين التجارية الوضعية والقوانين التي يقرها الدين الإسلامي، مما يؤدى إلى تصنيف البلد ضمن الاماكن غير المفضلة لحل النزاع في وسط الأسواق التجارية الصاعدة.

الامور التي تحتاج إلى الإصلاح

## الإفلاس
الممارسات الايجابية

- في عام 2008 قامت وزارة التجارة بوضع مواعيد صارمة لإجراءات الإعلان عن الإفلاس، وعليه أصبح هناك توقعات بأن تأخذ المزادات التي تحققها أصول المدينين وقتا أقل، كما وأصبحت عملية تحديد مصير الشركة في حال تعرضها لخطر مالي (مثل البيع التدريجي للأصول، أو الاتفاق على تغيير منظومة الشركة) تتراوح ما بين 12 إلى 18 شهرا فقط. وفي حال تم إصدار القرار وتم تحديد مصير الشركة، ستكون عملية استعادة الحقوق أسرع ـــ حيث يمكن للدائنين تحصيل بعضا من أموالهم خلال شهر من إصدار الحكم. وفي عام 2009 أنشأت السعودية لجان إضافية في سبيل تحقيق التسوية الودية بين من يعانون من الإفلاس وخصومهم، كما وقامت الحكومة بتحديد مواعيد نهائية للدفع الديون المستحقة لتشجع الدائنين على المشاركة. تسعى السعودية أيضا إلى تصميم أنظمة إدارية آلية تسمح بإعداد العقود بطريقة إلكترونية إضافة إلى قدرتها على تحديد تواريخ القضايا بصورة آلية وتسجيل كل ما يتم اتخاذه من اجراءات.

الامور التي تحتاج إلى الإصلاح

## الضرائب
الممارسات الايجابية

- احتلت السعودية المركز السابع على مستوى دول العالم في مجال التسهيلات المتعلقة بدفع الضرائب حسب ما ذكره أحد التقارير مؤخرا، فاعتماد المملكة الاساسي على عوائد النفط في نفقاتها ساهم في تقليص نسبة الضرائب التي تدفعها الشركات للدولة لتصبح الأقل على مستوى العالم.

## التعليم
بقدر ما يوجد من تغييرات إيجابية جديرة بالثناء بقدر ما تواجه المملكة من تحديات مهمة، ومن تلك التحديات تردي النظام التعليمي، حيث لا يتكافأ النظام التعليمي في السعودية مع معايير الأنظمة التعليمية في الدول التي تتساوى معها في الدخل. فبالرغم من وجود بعض التقدم في التقييمات المقدمة عن جودة التعليم إلا أنه لا يرتقي إلى المستوى المطلوب. وهذا بدوره أثر على ترتيب المملكة عالميا من ناحية التعليم والصحة وتراجعها المستمر في التصنيفات الخاصة بهذين القطاعين، فكان ترتيبها حسب التصنيفات الأخيرة ال74 على مستوى العالم في التصنيف الخاص بتعليم المراحل الأساسية في حين حصد التعليم العالي فيها المركز 51 عالميا. يشكل الشباب حوالي 70% من السكان في السعودية وهناك الكثير من جيل الشباب من ينظر إلى ريادة الأعمال على إنها إحدى الطرق المؤدية إلى العمل. ووفق دراسة حديثة أجرتها مؤسسة جالوب في الفترة ما بين شهري تموز وأكتوبر من العالم 2009 فإن 78% من الشباب السعودي يعتقد بأن مجتمعهم المحلي يعتبر بيئة خصبة للمشاريع الريادية في حين أعرب 30% منهم وهم الذين لا يملكون أية مشاريع عن أملهم في فتح مثل تلك المشاريع خلال العام المقبل. ولو أُن الشباب السعودي يعتقد بأن الحكومة ستسهل عملية الحصول على تصاريح لعمل المشاريع الريادية لوجدت نسبة كبيرة منهم يتوجهون للعمل في هذا القطاع. وعندما سُئل الشباب عن أمنيتهم في حال كانوا بدون عمل لمدة 6 شهور أجابوا أنهم سيقبلون بالعمل حتى في الوظائف التي تتكافأ مع قدراتهم ومهاراتهم بل أنهم سيتوجهون لتعلم شيء جديد أو فتح مشروع خاص. ومن بين الشباب الذين عبروا عن طموحهم في العمل الريادي كان 61% منهم كانوا يمتلكون وظيفة.  كما وعبر الشباب عن عدم رضاهم عن الجهود المبذولة في سبيل زيادة عدد الوظائف النوعية في المملكة، في حين أفاد 93% من الشباب بأن التدريب المهني الذي يتلقاه سيزيد من فرصته في الحصول على الوظيفة.
الممارسات الايجابية

- نجحت السعودية في إجراء العديد من الإصلاحات في قطاع التعليم العالي ومن تلك الإصلاحات قيامها بإنشاء جامعة الملك عبد الله للعلوم والتكنولوجيا (KAUST) في عام 2009 وهي الجامعة الأولى في العالم في المجال البحثي المتعلق بريادة الأعمال، حيث يوجد بها العديد من المراكز التي تؤكد على عمل الجامعة الدؤوب من أجل تحويل ما يتم التوصل إليه من اكتشافات إلى تطبيقات عملية على أرض الواقع ومن تلك المراكز: برنامج التعاون الصناعي (KICP) ومكتب تحويل التقنية وحديقة البحوث، كما وتسعى هذه المراكز إلى تطوير المشاريع الريادية الجديدة إضافة إلى رفع نسبة التعاون الصناعي في المملكة سواء على مستوى المنطقة أو العالم ككل.
- في عام 2009 تم تأسيس مركز الملك محمود بن فهد لتقديم التدريب للفتيات السعوديات في مجال قيادة المستقبل، كما وفتح المركز الباب أمام الفتيات في الفترة العمرية ما بين 6 إلى 25 سنة مستندا في ذلك على صندوق الملك سلطان بن عبد العزيز للتمويل. وكان في المركز برنامجين يستهدفان مجموعات فئات عمرية مختلفة، حيث كان برنامج القادة الواعدون مخصصا للإناث ما بين سن 6 – 15 سنة في حين كان برنامج القادة الصغار مخصصا للفتيات اللاتي كان عمرهن يتراوح ما بين 16 – 25 سنة

## سوق العمل
يستند الناتج المحلي الإجمالي في السعودية بدرجة كبيرة جدا، تصل إلى حد النصف، على قطاع النفط حسب دراسة أجراها البنك الدولي في عام 2007، إلا أن هذا القطاع يوفر فرص عمل ل 2% من القوى العاملة هناك. حتى لو استمرت أسعار النفط في الارتفاع فإن هذا القطاع لن يوفر فرص العمل الكافية التي تتلاءم مع العدد المتزايد من جيل الناشئين الذين سيدخلون سوق العمل في السنوات المقبلة. ووفق تقرير صدر مؤخرا عن المنتدى الاقتصادي العالمي احتلت السعودية المركز 60 من بين 183 دولة ضمن تصنيف فعالية سوق العمل، وهذا ما جعل حاجة السعودي إلى تغيير نظامها الاقتصادي أمرا ضروريا، فبدلا من كونه اقتصاد يعتمد على الثروة الموروثة ليصبح اقتصادا يقوم على الابتكار والإبداع يرعى المشاريع الريادية. 

## التصنيف الخاص بالدول العربية
ملاحظات:
- n/a – غير مصنفة تسهيل فتح المشاريع (Ease of  Doing Business) – تم تصنيفها من بين 189 نظام اقتصادي مؤشر GCI – تم تصنيفها من بين 139 نظام اقتصادي حصيلة الحرية الاقتصادية – من صفر إلى 100، حيث 100 ثمثل الحد الاعلى من الحرية مؤشر الازدهار – قام هذا المؤشر بتقييم 110 دولة، بما يزيد عن 90% من سكان العالم، ويعتمد على 89 متغير مختلف، لكل واحد منها أثره الواضح على النمو الاقتصادي أو على الرفاهية الشخصية. كما ويحتوي هذا المؤشر على ثمانية مؤشرات فرعية مثل الاقتصاد، ريادة الأعمال والفرص المتاحة (E&O  )، الحكم، التعليم، الصحة، الأمن والأمان، الحرية الشخصية ورأس المال الاجتماعي. قيمة ICT تتوزع على مقياس من صفر إلى 10 وهي تحسب وفق ثلاث مؤشرات رئيسية: عدد خطوط الهاتف والحواسيب ومستخدمي الإنترنت لكل ألف نسمة. وفي حال سجل البلد من 9 إلى 10 نقاط فإنه سيكون ضمن قائمة الدول التي في المرتبة الأولى، وفي حال حصل على 8-9 فإنه سيكون من قائمة الدول التي تليها وهكذا. مؤشر نظام الابتكار -  تتوزع قيمة المؤشر على مقياس من صفرإلى 10 ويتم حسابه بالاعتماد على ثلاث مؤشرات رئيسية وهي: عوائد الملكية الفكرية بالدولار لكل شخص، عدد طلبات براءة الاختراع التي يتم منحها من خلال مكتب الولايات المتحدة لبراءات الاختراع والعلامات التجارية لكل مليون نسمة، وعدد المقالات العلمية والتقنية التي تم نشرها لكل مليون نسمة.  وفي حال سجل البلد من 9 إلى 10 نقاط فإنه سيكون ضمن قائمة الدول التي في المرتبة الأولى، وفي حال حصل على 8-9 فإنه سيكون من قائمة الدول التي تليها وهكذا. HDI – ويتم حسابه بالاعتماد على البيانتا التي يتم الحصول عليها من UNDESA  (2009d)، بارو ولي (2010)، معهد اليونسكو للإحصائيات (2010a)، البنك الدولي (2010g) و IMF  (2010a). مؤشر التعليم والموارد البشرية – حيث تتوزع قيمة المؤشر على مقياس من صفر إلى 10 ويتم حسابه عن طريق ثلاث مؤشرات رئيسية وهي: معدل البالغين القادرين على القراءة والكتابة، معدل الملتحقين بصفوف التعليم الثانوي، معدل الالتحاق بالجامعات. وفي حال سجل البلد من 9 إلى 10 نقاط فإنه سيكون ضمن قائمة الدول التي في المرتبة الأولى، وفي حال حصل على 8-9 فإنه سيكون من قائمة الدول التي تليها وهكذا. مؤشر حرية الصحافة – حيث كلما انخفضت قيمة المؤشر كلما دل ذلك على تقدم الحرية الصحفية في الدولة – حيث شمل التصنيف 178 دولة